# Síndrome HELLP
El síndrome HELLP es una complicación obstétrica grave considerada como una variedad de preeclampsia. Aparece en el último trimestre del embarazo y en ocasiones después del parto.
El acrónimo HELLP proviene de las iniciales de sus síntomas en inglés:
- Anemia hemolítica, (Hemolytic anemia)
- Elevación de enzimas hepáticas, (Elevated Liver enzyme)
- Trombocitopenia (Low Platelet count) y/o coagulopatía de consumo.

## Signos y síntomas
Con frecuencia, las pacientes con síndrome de HELLP desarrollan posteriormente hipertensión inducida por el embarazo, o se espera que se tornen preeclámpticas. Hasta el 8% de los casos se presentan después del parto.
Los síntomas más comunes son cefalea (30%), visión borrosa (90%), náuseas y vómito 30%, dolor epigástrico 65% y parestesias. Puede presentarse edema, aunque su ausencia no descarta el síndrome de HELLP. La hipertensión es frecuente, aunque no es condición para el diagnóstico ya que un 20% presentan presión  arterial normal. Puede ocurrir ruptura de la cápsula hepática con hematoma hepático secundario. Si las pacientes presentan convulsiones o coma, la enfermedad progresa a eclampsia.
La coagulación intravascular diseminada se observa en aproximadamente el 20% de todos los casos de HELLP, y el 84% cuando se complica con insuficiencia renal aguda.
La anemia suele ser del tipo hemolítico microangiopático y no autoinmune (Coombs negativo).
Las pacientes en fases iniciales pueden ser diagnosticadas erróneamente, incrementando el riesgo de insuficiencia hepática y morbilidad. Raramente, en pacientes postcesárea pueden presentar choque simulando embolismo pulmonar o hemorragia reactiva.

## Diagnóstico
A cualquier paciente con sospecha de síndrome HELLP se le debe realizar una batería de exámenes de sangre: un hemograma, pruebas de función hepática, pruebas de función renal, electrolitos y estudios de coagulación. Con frecuencia los productos de degradación de la fibrina (PDF) deben medirse ya que pueden elevarse. La enzima lactato deshidrogenasa es un marcador de hemólisis y se eleva a (>600 U/litro). La proteinuria está presente pero suele ser leve.
Se ha publicado que una prueba positiva de dímero-D asociado a preeclampsia, no es predictivo para pacientes que desarrollaran síndrome HELLP. El dímero-D es el indicador más sensible para detectar coagulopatía subclínica y puede tornarse positivo antes que los estudios de coagulación se hagan anormales.

## Factores de riesgo
(Fuente: Biblioteca Nacional de Medicina)
Existen determinados factores que se relacionan con un incremento del riesgo de padecer el síndrome de HELLP.
Los factores de riesgo son: embarazos previos de HELLP, antecedentes de presión arterial alta, antecedentes de diabetes o enfermedad renal, antecedentes de preeclampsia, obesidad o edad avanzada (mayor riesgo a partir de los 35 años).

## Complicaciones
(Fuente: Biblioteca Nacional de Medicina)
El síndrome de HELLP puede evolucionar y ocasionar múltiples complicaciones si no se trata de forma correcta o si no se diagnostica a tiempo.
Las complicaciones que suelen derivar de este síndrome son: coagulación intravenosa diseminada (CID), edema pulmonar, insuficiencia renal y hepática, desprendimiento prematuro de la placenta, accidente cerebrovascular, convulsiones y complicaciones fetales.

## Tratamiento
El tratamiento principal para las mujeres embarazadas que padecen el síndrome de HELLP es dar provocar el parto y que den a luz al bebé lo más pronto posible, incluso si es prematuro. Esto se aconseja y es el mejor tratamiento debido a que las complicaciones que pueden derivar del síndrome pueden ocurrir rápidamente y ser dañinos tanto para la madre como para el bebé.
También puede ser necesario recibir:
- Transfusión sanguínea 
- Corticoesteroides para favorecer el desarrollo de los pulmones del bebé
- Medicamentos para tratar la presión arterial alta
- Infusión de sulfato de magnesio para prevenir convulsiones